# Alfred Surmiński
Alfred Surmiński (ur. 22 maja 1895 w Tubądzinie, zm. wiosną 1940 w Katyniu) – polski nauczyciel, inspektor Straży Więziennej.

## Życiorys
Urodził się jako syn Piotra i Romualdy. Należał do Polskiej Organizacji Wojskowej. Od 1914 do 1919, w tym podczas I wojny światowej, pracował jako nauczyciel.
Po odzyskaniu niepodległości przez Polskę od 1919 rozpoczął służbę więziennictwie. Początkowo był inspektorem w więzieniu w Sieradzu. W następnym czasie sprawował stanowiska naczelników więzień. Pełnił funkcję naczelnika więzień: w Równem, skąd 1 listopada 1926 został przeniesiony na analogiczne stanowisko w Wołkowysku, w Łucku (na przełomie lat 20. i 30.) i w Drohobyczu, w stopniu komisarza Służby Więziennej. W maju 1939 objął funkcje inspektora Straży Więziennej oraz I zastępcy Dyrektora Departamentu Więziennictwa w Ministerstwie Sprawiedliwości. Publikował artykuły na temat więziennictwa: pt. Społeczeństwo, więzienia, przestępca („Przegląd Więziennictwa Polskiego” 10/1928), Na marginesie dyskusji o systemie progresywnym („W służbie penitencjarnej” 3/1939). Otrzymał awans do stopnia inspektora.
Podczas pracy w Łucku Alfred Surmiński i jego zastępca na stanowisku naczelnika więzienia, Marian Dłużniewski, byli inicjatorami powstania tam Klubu Wioślarskiego „Temida”, założonego przez Związek Pracowników Więziennych RP.
Po wybuchu II wojny światowej 1939, kampanii wrześniowej i agresji ZSRR na Polskę z 17 września 1939 był dyrektorem ww. departamentu. Następnie w toku ewakuacji trafił w okolice Łucka. Został aresztowany przez sowietów, po tym jak w Drohobyczu rozpoznali go byli więźniowie polityczni, osadzeni w więzieniu łuckim, podczas gdy Surmiński był tam wcześniej naczelnikiem (po 17 września 1939 wskutek podobnej denuncjacji aresztowanych zostało wielu pracowników więziennictwa). Był przetrzymywany w obozie w Kozielsku. Wiosną 1940 został przetransportowany do Katynia i rozstrzelany przez funkcjonariuszy Obwodowego Zarządu NKWD w Smoleńsku oraz pracowników NKWD przybyłych z Moskwy na mocy decyzji Biura Politycznego KC WKP(b) z 5 marca 1940. Został pochowany na terenie obecnego Polskiego Cmentarza Wojennego w Katyniu, gdzie w 1943 jego ciało zidentyfikowano podczas ekshumacji prowadzonych przez Niemców pod numerem 1802. Przy zwłokach Alfreda Surmińskiego, ubranych w mundur, zostały odnalezione: książeczka oficerska, książeczka oszczędnościowa PKO, karta szczepień, list, złoty krzyżyk z wygrawerowanym napisem „Marychnie w dniu 5 maja 27”.
Jego żoną była Irena z domu Słupińska (zm. 1940), z którą miał córki Marię (po mężu Witter, oficer Armii Krajowej) i Irenę (ur. 1927, po wojnie zatrudniona w Departamencie Więziennictwa i Obozów Polski Ludowej, pracowała na stanowiskach cywilnych, po tym jak w 1949 ujawniła, że jej ojciec przed wojną był funkcjonariuszem SW, odeszła z pracy).

## Odznaczenia
- Złoty Krzyż Zasługi – 7 listopada 1938 za zasługi na polu więziennictwa[14]
- Złota Odznaka „Za zasługi dla więziennictwa” (pośmiertnie, 2024)[15]

16 listopada 1936 Komitet Krzyża i Medalu Niepodległości odrzucił wniosek o nadanie mu tego odznaczenia „z powodu braku pracy niepodległościowej”.